# Veseljko Vidović
Veseljko Vidović (Vrgorac, 15. travnja 1941.) bio je hrvatski pjesnik.

## Životopis
Diplomirao je hrvatski jezik i zemljopis na Pedagoškoj akademiji u Zadru (1965.). Radio je kao nastavnik, novinar te tehnički urednik u Nakladnom zavodu Matice hrvatske. Pisao je ponajviše pjesme aforističnog izričaja.

## Djela
- „Žeđ” (1967.)
- „Ožiljci prostora i vremena” (1969.)
- „Vatra kamena” (1970.)
- „Preko uma obruč” (1973.)
- „Letjeti svugdje” (1990.)
- „Ocvjetana zemlja” (1994.)
- „Dalmacija, srce Hrvatske” (1996.)[1]

### Mrežna sjedišta
- Vidović, Veseljko. Hrvatska enciklopedija LZMK. Pristupljeno 25. srpnja 2025.